# Voxeljet
voxeljet AG, con sede en Friedberg (Bayern) cerca de Augsburgo (Alemania), es un fabricante de sistemas de impresión industrial 3D. La compañía ha sido listada en la Bolsa de Nueva York desde su IPO (oferta pública de venta) en el año 2013. Además del desarrollo y distribución de sistemas de impresión, voxeljet AG también opera centros de servicio para la fabricación de moldes y modelos  bajo demanda para fundición de metal en Alemania y en el extranjero. Estos productos están fabricados con la ayuda de un método de producción generativa basado en datos CADCAD 3D (también conocido como  "impresión 3D").